# 臺南市私立陽明高級工商職業學校
陽明學校財團法人臺南市陽明高級工商職業學校，簡稱陽明工商，是一所位於臺南市官田區的私立技術型高級中等學校。

## 校史
- 該校創立於1962年秋，定校名陽明初級中學。
- 1968年政府實施九年國民教育，試辦高級職業類科。
- 1971年正式改制為陽明高級工商職業學校。
- 2014年8月，更名為陽明學校財團法人臺南市陽明高級工商職業學校。
- 目前設有汽車科(113學年度停招)、旅遊事務科、多媒體設計科(停招)、商業經營科(113學年度停招)、資訊科(111學年度停招)、水電技術科、家具木工科與資料處理科進修部。
- 109學年度:多媒體設計科(停招)
- 111學年度:資訊科停招
- 113學年度招生科(日間):家具木工科、實用技能科招生(日間)水電技術科、旅遊事務科；資料處理科進修部
- 113學年度起設有家具木工科、水電技術科、旅遊事務科；資料處理科進修部
- 113學年度停招:汽車科、商業經營科

## 教學單位(日間部)
- 家具木工科
- 水電技術科
- 旅遊事務科

## 教學單位(夜間部)
- 資料處理科

## 外部連結
- 臺南市私立陽明高級工商職業學校（页面存档备份，存于）